# Лизер, Стивен
Сти́вен Ли́зер (англ. Stephen Leather; 25 сентября[уточнить] 1956, Манчестер) — британский писатель, работающий в основном в жанре триллера.

## Биография
Вырос в Сейле и Чорлтон-кам-Харди, пригородах Манчестера. Окончил Манчестерскую школу грамоты. В 1978 году получил степень бакалавра по биохимии в Батском университете.
Работал биохимиком в Imperial Chemical Industries, рабочим в известняковом карьере, пекарем, заправщиком на бензоколонке, барменом, служащим в налоговом управлении. Сотрудничал с британскими газетами Glasgow Herald, Daily Mirror, The Times, Daily Mail и гонконгской South China Morning Post.
Свой первый роман «Расплата» (Pay Off) написал во время работы в Daily Mirror. Автор нескольких десятков книг, многие из которых стали бестселлерами.
С 1990-х годов живёт в Таиланде. Коллекционирует часы «Rolex», увлекается дайвингом и игрой в сквош. Одним из главных недостатков Таиланда считает русских туристов «с их мерзейшими женщинами». Своим любимым литературным произведением называет «Один день Ивана Денисовича».
На русском языке изданы романы «Бомба для Сити» (The Bombmaker), «Выстрел издалека» (The Long Shot), «Жёсткая посадка» (Hard Landing) и «Танго Один» (Tango One). Популярность в Сети получил анонимный перевод романа Private Dancer (буквально — «Личная танцовщица»), повествующего о трагической любви англичанина Пита к тайской девушке. Неизданные переводы нескольких рассказов Лизера размещены на странице Александра Алниса на портале Проза.ру.